# دره مرگ
درهٔ مرگ (به انگلیسی: Death Valley) دره‌ای بیابانی کالیفرنیای جنوبی واقع در کالیفرنیای شرقی است. پست‌ترین، خشک‌ترین و گرم‌ترین نقاط آمریکای شمالی با توجه به موقعیت آن در بیابان موهاوی، در این دره جای گرفته‌اند. بدواتر (حوضه‌ای واقع در درهٔ مرگ) با پستی ۸۶ متر زیر سطح دریا پست‌ترین نقطه در آمریکای شمالی به‌شمار می‌رود. این نقطه تنها در فاصلهٔ ۱۳۶٫۲ کیلومتری شرق جنوب‌شرقی کوه ویتنی (مرتفع‌ترین نقطه در ۴۸ ایالات هم‌جوار آمریکا با ارتفاع ۴٬۴۲۱ متر) قرار دارد.
فرنیس کریک در درهٔ مرگ رکورد بالاترین دمای قابل اعتماد ثبت‌شده روی زمین را با ثبت دمای ۵۶٫۷ درجهٔ سانتی‌گراد در هوا به تاریخ ۱۰ ژوئیهٔ ۱۹۱۳ و ۹۳٫۹ درجه سانتی‌گراد روی سطح زمین به تاریخ ۱۵ ژوئیهٔ ۱۹۷۲ در اختیار دارد.
گرمای هوا در «درهٔ مرگ»، عصر روز ۱۵ اوت ۲۰۲۰ (۲۶ مرداد ۱۳۹۹) به ۱۳۰ درجهٔ فارنهایت (۵۴٫۴ درجهٔ سلسیوس) رسید که بالاترین درجهٔ ثبت‌شدهٔ گرما در روی کرهٔ زمین ظرف یکصد سال گذشته‌است.